# Аустроугарска окупација Црне Горе
Аустроугарска окупација Црне Горе (1916–1918) је период аустроугарске војне окупације државног подручја Краљевине Црне Горе у вријеме Првог свјетског рата. Окупација је трајала од почетка 1916. године до јесени 1918. године. Током тог периода, аустроугарска окупациона власт у Црној Гори била је организована као Војна генерална управа у Црној Гори. Ова управа је успостављена већ почетком 1916. године, након војног пораза и капитулације црногорске војске, а трајала је до ослобођења Црне Горе почетком јесени 1918. године. Аустроугарска је своју војну управу у Црној Гори организовала по моделу који је недуго прије тога био примјењен и на окупираном подручју сусједне Краљевине Србије, где је установљена аустроугарска Војна генерална управа у Србији.
Током окупације Црне Горе, аустроугарска власт је спроводила репресивну политику, која је непосредно погађала цивилно становништво. Иако је настојала да створи политичко упориште међу црногорским првацима који су остали у земљи, аустроугарска управа се на подручју Црне Горе убрзо суочила са дјеловањем комитског покрета, који се није мирио са окупацијом. У вријеме окупације, Аустроугарска је разматрала неколико могућих рјешења за будући политички статус Црне Горе, почевши од потпуне анексије, преко стварања зависне државе која би била под контролом Беча, до обнове независне државе али у смањеном обиму, без Ловћена, Приморја и подручја ослобођеног 1912. године. У исто вријеме, прављене су и разне политичке комбинације са принцом Мирком Петровићем-Његошем. Ни један од тх планова није могао бити спроведен током рата, а окупација је окончана ослобођењем Црне Горе почетком јесени 1918. године.

## Аустроугарски гувернери у Црној Гори
|  | Виктор Вебер, 1916−1917              |
|  | Хајнрих фон Клам-Мартиниц, 1917−1918 |